# Плевеларі
Плевеларі (рум. Plăvălari) — село у повіті Сучава в Румунії. Входить до складу комуни Удешть.
Село розташоване на відстані 348 км на північ від Бухареста, 12 км на південний схід від Сучави, 103 км на північний захід від Ясс.

## Населення
За даними перепису населення 2002 року у селі проживали 1040 осіб, з них 1039 осіб (99,9%) румунів. Рідною мовою 1038 осіб (99,8%) назвали румунську.